# Illovszky Rudolfstadion (1960)
Het Illovszky Rudolfstadion was een multifunctioneel stadion in Boedapest, de hoofdstad van Hongarije. Het stadion werd vooral gebruikt voor voetbalwedstrijden. De voetbalclub Vasas SC Boedapest maakte gebruik van dit stadion. In het stadion was plek voor 9.000 toeschouwers. 3000 daarvan waren zitplaatsen. Het Hongaarse elftal speelde 4 internationale wedstrijden in dit stadion. De eerste keer op 2 juni 1990 tegen Colombia, die wedstrijd werd gewonnen met 3–1. De laatste keer op 3 juni 2000, tegen Israël werd het 2–1. Het stadion was vernoemd naar oud-speler en trainer van Vasas Rudolf Illovszky.
De laatste wedstrijd die werd gespeeld in dit stadion was Vasas SC tegen Videoton FC. De wedstrijd eindigde in een 1–1 gelijkspel. De wedstrijd werd gespeeld op 29 oktober 2016 en was competitieduel (Nemzeti Bajnokság). De goals werden gemaakt door Mohamed Remili en Danko Lazović. Datzelfde jaar werd het stadion afgebroken. Er kwam een nieuw stadion met dezelfde naam, het Illovszky Rudolfstadion.